# Calmon
Calmon es un municipio brasileño del estado de Santa Catarina. Tiene una población estimada al 2022 de 3 443 habitantes. Ubicado en la frontera con el Estado de Paraná, pertenece a la Región metropolitana de Contestado.
En Calmon nace el Río do Peixe.

## Historia
Localidad fundada como São Roque, cambió su nombre a Calmon en 1909 tras la inauguración de la primera estación de ferrocarril en honor a Miguel Calmon du Pin e Almeida, Ministro de Transportes y Obras Públicas de la época. El crecimiento de la localidad llegó junto al ferrocarril y la instalación de aserraderos, incluido el segundo más grande de Sudamérica en la época. Uno de estos aserraderos fue destruido durante la Guerra del Contestado.
El distrito de Calmon fue creado en 1951 subordinado a Porto União, y luego en 1960 formó parte de Matos Costa. Se emancipó como municipio el 1 de enero de 1993.